# Miguel de la Fuente
Miguel de la Fuente (2 mars 1573 - 27 novembre 1626), mort à Tolède (Espagne), est un frère et prêtre de l'Ordre du Carmel. Entré à 16 ans dans l'Ordre du Carmel, après des études à Madrid et à Salamanque, il devient rapidement maitre des novices. Au cours de ses différentes affectations en Espagne, Miguel forme les communautés du Tiers-Ordre carmélite pour lesquelles il rédige même des statuts. Il fait partie des personnes qui ont élargi l'accès au tiers-ordre du Carmel aux couples et aux hommes.
Homme de grande spiritualité, il rédige divers ouvrages, dont Les trois vies de l'homme : corporel, rationnel et spirituel qui s'inspire des pensées et écrits de saint Jean de la Croix. Admiré et très apprécié de ses contemporains, son procès en béatification est rapidement introduit mais reste suspendu, sans raison connue.

## Biographie

### Enfance et formation
Miguel de la Fuente est né le 2 mars 1573 à Valdelaguna (près de Madrid). Ses parents s’appellent Francisco et Caterina. Miguel est d'une fratrie d'au moins 5 enfants. 
Ses parents sont connus pour leur grande foi, mise en pratique dans leur vie. La pratique de la foi catholique et de la charité étant la priorité familiale, la famille s'applique à soutenir concrètement et régulièrement les veuves et les orphelins.

### Formation et entrée au Carmel
Vers l'âge de 16 ans, Miguel se rend à Madrid pour étudier au collège impérial, il y suit les enseignements donnés par des jésuites. 
En 1593, à l'âge de 20 ans, il entre au carmel de Valdemoro, où son frère est alors sous-prieur. 
Miguel prononce ses vœux définitifs le 29 mai 1594. Il se rend ensuite à l'université de Salamanque pour poursuivre ses études de théologie. Il est ordonné prêtre en 1597. Il termine ses études en 1600, diplômé en arts et en théologie. Il est alors affecté au Carmel à Valladolid en tant que professeur itinérant en théologie et comme maître des novices. Plus tard, il est envoyé à Avila en tant que formateur. Il est possible qu'il ait exercé la charge de prêtre desservant à San Pablo de la Moraleja, près de Valladolid, avant son envoi à Ségovie.

### Le maitre des novices
À Ségovie, il a la charge de maître des novices. Il s'implique également dans un mouvement de laïcs proches du Carmel. En 1609, il est muté au couvent de Tolède où il terminera sa vie. Là encore, il prend en charge le noviciat, qui compte dix à douze novices.
En tant que maitre des novices, son but est de transformer ces nouveaux carmes en hommes de prière. Les points clés de sa formation sont : la personne de Jésus-Christ, la pratique de la présence de Dieu, le silence et la solitude, et la dévotion à la Vierge Marie.
Il s'efforce de partager sa spiritualité par son témoignage, spécialement en montrant sa bonté envers les malades et les personnes faibles. Durant une dizaine d'années, c'est une génération entière de jeunes carmes qui sont passés par son noviciat, et ceux-ci ont été profondément marqués par son enseignement. Son influence s'est ainsi perpétuée dans le Carmel espagnol durant de nombreuses années.

### Fondation de communautés laïques
À Ségovie, en plus de ses charges au couvent, il s'implique dans un mouvement de laïcs proches du Carmel qu'il organise en congrégation, la « Congrégation de Notre-Dame du Carmel », dont il rédige les statuts.
Envoyé à Tolède, il fonde là aussi deux confréries destinées aux laïcs. La première, la « confrérie du Tiers-Ordre de Notre-Dame du Carmel » est destinée aux hommes. La seconde, la « confrérie des Béates de Notre-Dame du Carmel », s'adresse au femmes. Il rédige les statuts de ces deux nouvelles confréries.
Son livre, La règle et le mode de vie des hommes et des femmes tertiaires de Notre-Dame du Mont Carmel, édité à Tolède en 1615, a joué un grand rôle dans le développement du charisme du Tiers-Ordre carmélite. Jusqu'à cette date, l'idéal des tertiaires était de vivre dans le monde, mais en imitant autant que possible le style de vie des religieux. Au début du XVIIe siècle, le père Miguel, ainsi que d'autres auteurs, commencent à remettre en question cette approche. Pour le frère Miguel, le Tiers-Ordre n'est pas réservé uniquement aux femmes consacrées, mais il est également ouvert aux hommes et aux couples mariés. Chaque tertiaire est invité à prononcer le vœu de chasteté selon son état de vie. Cette approche va se développer dans l'Ordre du Carmel en particulier sous la direction du général de l'ordre, Teodoro Straccio (pt).
Ainsi, plutôt que d'appeler les laïcs à imiter la vie cloîtrée des religieux, la règle du père Miguel les pressait à développer un esprit de prière, en concentrant les temps de prière formelle sur plusieurs périodes de la journée.
Le père Miguel est très apprécié des laïcs dont il s'occupe, si bien que lorsque son ordre l’appelle à quitter la ville de San Pablo, et quelques années plus tard de Tolède, les habitants de ces cités écrivent une lettre de protestation pour s'opposer au départ du père carme.

### Maladie et décès
À la mi-août 1625, âgé de 53 ans, le père Miguel tombe gravement malade lors de son déplacement à Villarejo de Salvanés où il était venu établir une confrérie carmélitaine. Il revient immédiatement à Tolède où il reste environ un mois jusqu'à ce que son médecin le prenne dans sa propre maison pour le soigner. Il est alors pris en charge par la sœur du docteur qui est une tertiaire carmélitaine. 
Durant les trois derniers mois de sa vie, il est assailli par de nombreuses souffrances, dont des doutes spirituels qui lui sont la plus pénible des souffrances. 
Son neveu, qui porte le même nom que lui, vient à son chevet pour lui donner les derniers sacrements et recommander l'âme de son oncle à Dieu.
On remet un crucifix au père Miguel qui le prend dans ses mains, et il meurt sans agonie apparente, en fermant les yeux à midi et demi le 27 novembre 1625.

### Procès en béatification
Son procès diocésain en béatification est rapidement ouvert, puis clôturé en 1635. 
Cependant, la suite canonique du procès diocésain n'a jamais eu lieu, sans raison connue. 
À ce jour, son processus en béatification semble toujours suspendu, aucune source n'en indique le motif.
Compte tenu de la clôture du procès diocésain en béatification, le père Miguel a rang de Serviteur de Dieu dans l'Église catholique.

## Spiritualité et accompagnement spirituel

### Spiritualité
Un de ses thèmes préférés de méditation était la Passion du Christ. Il avait choisi sept étapes de la Passion, associées chacune à une vertu, et il les méditait successivement, une chaque jour de la semaine.
La célébration de l'eucharistie était pour lui le centre du cheminement spirituel. Il prenait un grand soin à la préparation de la messe. Le père Miguel pouvait ainsi passer trois heures à se préparer pour la célébration. Il était connu pour son désir que l'Office divin soit bien célébré, et avec ferveur. Pour lui, les progrès du fidèle dans la vie spirituelle pouvaient être mesurés par ses progrès dans la prière.
Miguel de la Fuente a été très influencé par saint Jean de la Croix à qui il a emprunté sa « structure psychologique » dans son ouvrage Las tres vidas del hombre: corporal, racional y espiritual. À la suite de saint Jean de la Croix, Miguel enseigne que l'union la plus intime à Dieu vient par un approfondissement des vertus théologales : l'intelligence est élevée à des hauteurs insoupçonnées par la foi, la mémoire par l'espérance et la volonté par la charité.

### L'ascèse
Du fait de ses activités apostoliques quotidiennes, il priait beaucoup durant la nuit, de préférence de 10h du soir à 4h du matin. Il consacrait également du temps à l'adoration eucharistique. Ses contemporains admiraient aussi sa vie de pénitence : mangeant peu, il se contentait de pain et d'eau, un peu de bouillon, ou une assiette de soupe. Il dormait souvent sur le sol, ou sur un matelas bien usé.

### Direction spirituelle
Le frère Miguel avait également le rôle de directeur spirituel. Dans cette fonction, il était particulièrement apprécié de ses frères ainsi que d'autres personnes qu'il accompagnait. Une de celles-ci, la bienheureuse Marie de Jésus, a témoigné lors de son procès de béatification : « Sa vertu et sa perfection étaient supérieurs à ce que les gens disaient de lui. En partageant les questions spirituelles avec lui ... il était capable d'inspirer les âmes, de leur fournir la lumière et de les placer sur le chemin menant à Dieu. »